# Dymock
Dymock – wieś w Anglii, w hrabstwie Gloucestershire, w dystrykcie Forest of Dean. Leży 19 km na północny zachód od miasta Gloucester i 168 km na zachód od Londynu.